# Варварка и тролль
Ва́рварка и тролль — американская кукольная теле-комедия мультсериал созданная Майком Митчеллом и Дрю Мэсси, премьера которой состоялась в США на Nickelodeon 2 апреля 2021.

## Описание
Эван, весёлый мостовой тролль в поисках приключений и места для исполнения своих песен, однажды встречает варваршу Брендар, жестокую женщину-воительницу, которая пытается отомстить за нападение на её семью.

## Озвучивание
- Спенсер Грэммер в роли Брендар
- Дрю Мэсси в роли Эвана

## Производство
Сериал, который тогда назывался Варварка Брендар, был анонсирован 23 сентября 2020, и его создание было запланировано позже в 2020 году. Сделан сериал в Ванкувере, Канада. Были подтверждены официальные голоса актёров.

## Список серий

### Первый сезон (2021—ТВА)
| № | Название                                  | Режиссёр(-ы)       | Сценарист(-ы)                           | Показ в США    | Произв. код |
| --- | ----------------------------------------- | ------------------ | --------------------------------------- | -------------- | ----------- |
| 1 | «Варварка Брендар»                        | Майк Митчелл       | Майк Митчелл, Дрю Мэсси                 | 2 апреля 2021  | 101         |
| Брендар, "внушающая почет и ужас" варварка, выкинутая из Королевского Ордена Принцесс-Воинов, осталась сама по себе. Тролль Эван, подающий надежды музыкант, сжег свой мост, и убеждает Брендар взять его в поход по уничтожению демона.    |                                           |                    |                                         |                |             |
| 2 | «В гости к волшебнику»                    | Майк Митчелл       | Майк Митчелл, Дрю Мэсси                 | 9 апреля 2021  | 102         |
| Брендар и Эван отправляются в замок волшебника Хоруса, где тот убеждает их пойти в поход против злой ведьмы, превратившей его дочь в сову. Брендар выбирает в награду секиру Акси, а Эвану предстоит доказать, что он достоин идти в поход. |                                           |                    |                                         |                |             |
| 3 | «Кровь, пот, и слёзы»                     | Майк Митчелл       | Дженн Ллойд, Кевин Бонани               | 16 апреля 2021 | 103         |
| 4 | «Ведьмина кухня»                          | Майк Митчелл       | Майк Митчелл, Джесс Пинеда              | 23 апреля 2021 | 104         |
| Приключенцы прибывают в замок ведьмы и готовы к эпической битве стали и колдовства, но неожиданное признание Стэйси шокирует её отца. |                                           |                    |                                         |                |             |
| 5 | «Моя Шерон»                               | Майк Митчелл       | Майк Митчелл, Эйлин Конн                | 30 апреля 2021 | 105         |
| Брендар предстоит встретиться и состязаться с соперницей из Ордена, а в результате у неё возникают новые сомнения в своей способности добраться до конца похода.                                                                            |                                           |                    |                                         |                |             |
| 6 | «Родители просто не понимают»             | Пол Фокс           | Майк Митчелл, Дженн Ллойд, Кевин Бонани | 7 мая 2021     | 106         |
| Эвану приходится вернуться в отчий дом, чтобы добыть троллий пропуск, но, раз уж он сжег за собой мост, это будет непросто. |                                           |                    |                                         |                |             |
| 7 | «Когда драконы плачут»                    | Пол Фокс           | Джесс Пинеда                            | 14 мая 2021    | 107         |
| Чтобы добыть слезы дракона, нужные для закалки Акси, приключенцы должны попасть на гномий рынок, где Стэйси встретится с колдуньей и узнает предысторию жизни Брендар.                                                                      |                                           |                    |                                         |                |             |
| 8 | «Картограф, картограф, нарисуй мне карту» | Крэйг Дэвид Уоллес | Дженн Ллойд, Кевин Бонани               | 21 мая 2021    | 108         |
| Для продолжения похода нужна особая карта, и Брендар обращается к услугам единственного волшебного картографа Готмории. |                                           |                    |                                         |                |             |
| 9 | «Ледяной холод»                           | Крэйг Дэвид Уоллес | Эйлин Конн                              | 28 мая 2021    | 109         |
| Приключенцы заблудились в метель, и Эван случайно повреждает снежного огра, защитника местного племени — за это ему придется предстать перед судом!                                                                                         |                                           |                    |                                         |                |             |
| 10 | «Пугающие картинки»                       | Мелани Орр         | Джесс Пинеда                            | 4 июня 2021    | 110         |
| В странствиях вся группа забредает на ночлег в дом, надеясь найти укрытие от шторма. Это оказывается отель, и странный хозяин с роскошными усами слишком уж лучится от гостеприимства...                                                    |                                           |                    |                                         |                |             |
| 11 | «Я выживу!»                               | Мелани Орр         | Дженн Ллойд, Кевин Бонани               | 11 июня 2021   | 111         |
| Приключенцы наконец находят логово демона, но должны преодолеть несколько ловушек, пока не доберутся до потерянного брата Брендар. |                                           |                    |                                         |                |             |
| 12 | «Демоны внутри»                           | Алейса Янг         | Эйлин Конн                              | 18 июня 2021   | 112         |
| Единственная надежда Брендар состоит в том, чтобы ради спасения подруги обратиться к величайшему своему недругу. |                                           |                    |                                         |                |             |
| 13 | «И что теперь?»                           | Алейса Янг         | Майк Митчелл, Дрю Мэсси                 | 25 июня 2021   | 113         |
| Обнаруживаются истинные замыслы королевы, а затем Брендар придется сделать выбор, который, возможно, изменит всю её жизнь! |                                           |                    |                                         |                |             |